# فرودگاه بین‌المللی دن میگوئل هیدالگو وای کوستیا
فرودگاه بین‌المللی دن میگوئل هیدالگو وای کوستیا (به انگلیسی: Don Miguel Hidalgo y Costilla International Airport) (به زبان بومی: Aeropuerto Internacional Don Miguel Hidalgo y Costilla) یک فرودگاه همگانی مسافربری با کد یاتا GDL است که یک باند فرود آسفالت دارد و طول باند آن ۴۰۰۰ متر است. این فرودگاه در شهر گوادالاخارا، خالیسکو کشور مکزیک قرار دارد و در ارتفاع ۱۵۲۹ متری از سطح دریا واقع شده‌است.

## شرکت‌های هواپیمایی و مقصدهای پروازی

### مسافری
| شرکت‌های هواپیمایی  | مقصدهای پروازی |
| ------------------ | --- |
| Aeromar            | بچیگوایلاتو، ژنرال ایگناسیو پسکویرا گارسیا، مکزیکو سیتی، پلایا دو اورو، هرمانوس سردن، ال آی سی. گوستاو دیاز اورداز |
| آئرومکزیکو         | کانکون، کینتانا رو، اوهر شیکاگو، فرسنو یوسیمیتی، لس‌آنجلس، مکزیکو سیتی، انتاریو، سکرامنتو، سانفرانسیسکو، سان خوزه، تیخوانا |
| آئرومکزیکو کانکت   | هارتسفیلد-جکسون آتلانتا (آغاز از ۱ دسامبر ۲۰۱۷), مکزیکو سیتی، ژنرال ماریانو اسکبیدو، سالت‌لیک‌سیتی (آغاز از ۱۵ ژانویه ۲۰۱۸) |
| آلاسکا ایرلاینز    | لس‌آنجلس، سان خوزه |
| امریکن ایرلاینز    | دالاس-فورت ورث |
| امریکن ایگل        | فینکس اسکای هاربر |
| Calafia Airlines   | منیول مارکوز دلیون، فورت ولی، ال آی سی. گوستاو دیاز اورداز، لوس کابوس |
| کوپا ایرلاینز      | توکومن |
| دلتا ایرلاینز      | هارتسفیلد-جکسون آتلانتا فصلی: سالت‌لیک‌سیتی |
| دلتا کانکشن        | فصلی: سالت‌لیک‌سیتی |
| Interjet           | کانکون، کینتانا رو، ژنرال روبرتو فیرو ویلالوبوس، بچیگوایلاتو، ژنرال ایگناسیو پسکویرا گارسیا، مک‌کاران، منیول مارکوز دلیون، لس‌آنجلس، مکزیکو سیتی، ژنرال ماریانو اسکبیدو، سن آنتونیو، لوس کابوس، تیخوانا، ال آی سی. آدولفو لوپز ماتئوس، ژنرال هریبرتو یارا فصلی: ال آی سی. گوستاو دیاز اورداز |
| Magnicharters      | کانکون، کینتانا رو |
| TAR                | ژنرال خوان آلوارز، ژنرال گوادالوپ ویکتوریا، باهیاس د هواتولکو، ایکستاپا-سیواتانخو، ژنرال رافائل بولنا، سوسوکوتلن، ال آی سی. گوستاو دیاز اورداز، کوئره‌تارو، ژنرال فرنسیسکو خاویر مینا، ال آی سی. آدولفو لوپز ماتئوس، آنگل الباینوو کورزو |
| یونایتد ایرلاینز   | جرج بوش |
| یونایتد اکسپرس     | جرج بوش |
| ویواآئروبوس        | کانکون، کینتانا رو، ژنرال روبرتو فیرو ویلالوبوس، آبراهام گونزالس، بچیگوایلاتو، ژنرال ایگناسیو پسکویرا گارسیا، منیول مارکوز دلیون، لس‌آنجلس (آغاز از ۱۶ دسامبر ۲۰۱۷), منیول کرسسنسیو ریجون، ژنرال رودلفو سانچز تابوادا (آغاز از ۲۱ اوت ۲۰۱۷), مکزیکو سیتی، ژنرال ماریانو اسکبیدو، ال آی سی. گوستاو دیاز اورداز، ژنرال لوسیو بلانکو، ژنرال فرنسیسکو خاویر مینا، تیخوانا، آنگل الباینوو کورزو، ژنرال هریبرتو یارا، کارلووس روویروسا پرز فصلی: جرج بوش، لوس کابوس |
| Volaris            | آستین، کانکون، کینتانا رو، میدوی شیکاگو، اوهر شیکاگو، ژنرال روبرتو فیرو ویلالوبوس، آبراهام گونزالس، سیوداد اوبرگون، کوزومل، بچیگوایلاتو، دالاس-فورت ورث، دنور، فرسنو یوسیمیتی، لا آررا، ژنرال ایگناسیو پسکویرا گارسیا، جرج بوش، باهیاس د هواتولکو، منیول مارکوز دلیون، مک‌کاران، لس‌آنجلس، فورت ولی، ژنرال رافائل بولنا، منیول کرسسنسیو ریجون، ژنرال رودلفو سانچز تابوادا، مکزیکو سیتی، میامی، ژنرال میچل، ژنرال ماریانو اسکبیدو، جان اف کندی، اوکلند، سوسوکوتلن، انتاریو، اورلاندو، فینکس اسکای هاربر، پورتلند، رنو تاهوئه، سکرامنتو، سن آنتونیو، سن برناردینو، کالیفرنیا (آغاز از ۲ نوامبر ۲۰۱۷), سان خوزه، لوس کابوس، سیاتل-تاکوما، تیخوانا، فرنسیسکو سارابیا، آنگل الباینوو کورزو، ژنرال هریبرتو یارا، کارلووس روویروسا پرز فصلی: سانفرانسیسکو |
| Volaris Costa Rica | خوآن سانتاماریا |

### باری
| شرکت‌های هواپیمایی                    | مقصدهای پروازی                             |
| ------------------------------------ | ------------------------------------------ |
| Aeromexico Cargo                     | لس‌آنجلس، مکزیکو سیتی                       |
| AeroUnion                            | لس‌آنجلس، مکزیکو سیتی                       |
| ایر فرانس                            | شارل دوگل پاریس                            |
| Amerijet International               | میامی                                      |
| کارگولوکس                            | جرج بوش، لوگزامبورگ - فیندل                |
| کاتای پاسیفیک                        | تد استیونز انکوریج، هنگ کنگ                |
| Centurion Cargo                      | لس‌آنجلس، مکزیکو سیتی                       |
| دی‌اچ‌ال اوییشن اجرا توسط ای‌بی‌ایکس ایر | سینسیناتی/کنتاکی شمالی، لس‌آنجلس، کوئره‌تارو |
| Estafeta                             | منیول مارکوز دلیون، پونچیانو آریاگا        |
| فدکس اکسپرس                          | ممفیس                                      |
| کورین ایر                            | اینچئون، ونکوور                            |
| LATAM Cargo Mexico                   | ال دورادو، لس‌آنجلس، میامی                  |
| لوفت‌هانزا کارگو                      | دالاس-فورت ورث، فرانکفورت                  |
| Panalpina اجرا توسط اطلس ایر         | هانتسویل، استانستد لندن                    |
| یوپی‌اس ایرلاینز                      | لوئیویل                                    |